# Arasur
Les muntanyes Arasur són una serralada muntanyosa de l'Índia avui dia al nord de l'estat de Gujarat i abans a l'antiga agència de Mahi Kantha a la presidència de Bombai.
El lloc principal és el santuari d'Ambaji o Amba Bhawani, dedicat a la deessa Ambaji, lloc de peregrinació a les fonts del riu Saraswati (Gujarat) a uns 25 km de Danta; el santuari ja era famós el 746 amb els vallabhi. La peregrinació principal es fa el mes de bhadarva (setembre) el de naixement de la deessa. A uns 6 km al nord-est hi ha el temple de Koteshwar Mahadeo.